# Bashy
Pour les articles homonymes, voir Thomas.
Ashley Thomas, aussi connu sous le nom de scène Bashy, né le 4 février 1985 à Chiswick, est un musicien et acteur britannique.

## Biographie
Il a étudié à la BRIT School.

## Filmographie

### Cinéma
- 2016 : A Hundred Streets : Jules
- 2016 : Brotherhood de Noel Clarke : Calvin

### Télévision
- 2010 : Shank (en) : Rager
- 2011 : Black Mirror (épisode 2 : 15 Millions de Mérites) : Juge Wraith
- 2016 : The Night Of de Richard Price et Steven Zaillian : Calvin Hart
- 2017 : 24: Legacy : Isaac Carter
- 2021 : Them : Henry Emory
- 2023 : Black cake : Byron

## Discographie
- Catch Me If You Can (en) (2009)